# Fuldisches Recht
Das Fuldische Recht war das Partikularrecht des Hochstifts Fulda. In den Rechtsnachfolgern des Hochstifts war es zum Teil bis zur Einführung des Bürgerlichen Gesetzbuches (BGB) gültig.

## Geschichte
Die Herkunft des Fuldischen Rechts lässt sich zeitlich nicht einordnen. Er wurde von der örtlichen Rechtsprechung „seit alters her“ angewandt. Es entstand aus einzelnen Verordnungen des Abtes. Die älteste urkundlich überlieferte Verordnung ist eine Verordnung über den Zehnten aus dem Jahr 1116. Aus dem Jahr 1393 ist eine Verordnung über die Krämer-Zunft überliefert. Aus dem Jahr 1372 stammt ein Manuskript, das eine Sammlung der in der Stadt Fulda geltenden Rechtsvorschriften enthält. Für das 15. Jahrhundert verbessert sich die Urkundenlage deutlich. Überliefert sind Münzverordnungen (1400), eine Dinggerichtsverordnung und eine Fischereiverordnung (1458), eine Wollweberverordnung (1493) und verschiedene Gerichtsverordnungen. Während bisher lediglich Verordnungen über einzelne Sachverhalte gegeben wurden, entstand 1515 eine erste zusammenfassende Justizverordnung, die versuchte alle Aspekte des Gerichtsverfahrens zu beschreiben. Im 18. Jahrhundert wurden die Gesetzgebungstätigkeit intensiviert. In einer Vielzahl von Verordnungen wurden alle wesentlichen Bereiche des Rechts formalisiert und geregelt.
Nach Auflösung des Hochstifts im Zuge der Säkularisation wurde das Territorium nach einigen Zwischenschritten wie folgt aufgeteilt:
- Der größte Teil fiel an das Kurfürstentum Hessen.
- Das Königreich Bayern erhielt die Ämter Hammelburg, Brückenau und Weyhers.
- Das Großherzogtum Sachsen-Weimar-Eisenach erhielt die Ämter Geisa und Dermbach.
- Das Großherzogtum Hessen erhielt Herbstein 1810.[3]

## Inhalt
Das Fuldische Recht enthielt überwiegend Regelungen des Zivilrechts. Von Bedeutung war vor allem das vom Gemeinen Recht abweichende eheliche Güterrecht: Im Fuldischen Recht galt grundsätzlich die Gütergemeinschaft.

## Geltung
Das Fuldische Recht galt im Hochstift vorrangig. Bei Sachverhalten, die es nicht regelte, galt subsidiär das Gemeine Recht. 
Das Fuldische Recht behielt seine Geltung in Herbstein auch während der Zugehörigkeit dieses Gebietes zum Großherzogtum Hessen im 19. Jahrhundert, bis es zum 1. Januar 1900 von dem einheitlich im ganzen Deutschen Reich geltenden BGB abgelöst wurde.
Gleiches galt für Teile des Fuldischen Rechts, die als Partikularrecht in der Herrschaft Schlitz galten.